# پیتر برگ
پیتر برگ (انگلیسی: Peter Berg؛ زاده ۱۱ مارس ۱۹۶۲) هنرپیشه، فیلم‌نامه‌نویس، کارگردان و تهیه‌کننده اهل ایالات متحده آمریکا است. وی از سال ۱۹۸۸ میلادی تاکنون مشغول فعالیت بوده‌است. از فیلم‌هایی که وی در آن نقش داشته‌است، می‌توان به وثیقه، کاپ لند، اعتیاد به سفید بزرگ و آس‌های دودی اشاره کرد.

## فیلم‌شناسی
| سال  | فیلم                          | کارگردان فیلم | فیلم‌نامه‌نویس | تهیه‌کننده فیلم | توضیحات |
| ---- | ----------------------------- | ------------- | ------------ | -------------- | ------- |
| ۱۹۸۹ | به دریا رفتن                  | نه            | نه           | نه             |         |
| ۱۹۹۸ | اوضاع خیلی بد                 | آری           | آری          | نه             |         |
| ۲۰۰۳ | به جنگل خوش آمدید (فیلم ۲۰۰۳) | آری           | نه           | نه             |         |
| ۲۰۰۴ | چراغ‌های جمعه‌شب                | آری           | آری          | نه             |         |
| ۲۰۰۷ | پادشاهی (فیلم)                | آری           | نه           | نه             |         |
| ۲۰۰۸ | هنکاک (فیلم)                  | آری           | نه           | نه             |         |
| ۲۰۱۰ | بازنده‌ها (فیلم)               | نه            | آری          | نه             |         |
| ۲۰۱۲ | کشتی جنگی (فیلم)              | آری           | نه           | آری            |         |
| ۲۰۱۳ | تنها بازمانده                 | آری           | آری          | آری            |         |
| ۲۰۱۶ | دیپ‌واتر هورایزن               | آری           | نه           | نه             |         |
| ۲۰۱۶ | روز میهن‌پرستان                | آری           | آری          | نه             |         |
| ۲۰۱۸ | ۲۲ مایل                       | آری           | نه           | آری            |         |
| ۲۰۲۰ | محرمانه اسپنسر                | آری           | نه           | آری            |         |